# The Tankard
The Tankard – siódmy album studyjny niemieckiego zespołu thrash metalowego Tankard. Wydawnictwo ukazało się 2 października 1995 roku nakładem wytwórni muzycznej Noise Records. Jest to pierwszy album z udziałem perkusisty Olafa Zissela.

## Lista utworów
Opracowano na podstawie materiału źródłowego.
1. "Grave New World" – 5:53
2. "Minds on the Moon" – 3:20
3. "The Story of Mr. Cruel" – 4:57
4. "Close Encounter" – 4:26
5. "Poshor Golovar" – 5:22
6. "Mess in the West" – 4:21
7. "Atomic Twilight" – 4:49
8. "Fuck Christmas" – 2:47
9. "Positive" – 4:39
10. "Hope?" – 3:59

## Twórcy
Opracowano na podstawie materiału źródłowego.

- Andreas "Gerre" Geremia – śpiew
- Frank Thorwarth – gitara basowa
- Andy Boulgaropoulos – gitara
- Olaf Zissel – perkusja
- Harris Johns - produkcja, miksowanie, inżynieria dźwięku
- Karl-U. Walterbach - produkcja wykonawcza
- Sven Conquest - mastering
- Thomas Pätsch - asystent inżyniera dźwięku
- Thorsten Jansen - zdjęcia członków zespołu
- Thomas Bucher - oprawa graficzna, typografia